# Carmila
Carmila ist ein französischer Betreiber von Einkaufszentren. Das Unternehmen entstand 2014, nachdem der Handelskonzern Carrefour 127 Einkaufszentren von Klépierre übernommen hatte, in denen Carrefour bereits Ankermieter war. Im Nachgang dieser Transaktion wurden die neu erstandenen Immobilien zusammen mit weiteren 45 Bestandsimmobilien von Carrefour in die neu gegründete Gesellschaft Carmila eingebracht. Das börsennotierte Unternehmen betätigt sich in der Verwaltung der Verkaufsflächen und besitzt weiterhin eine starke Verbindung zu seinem größten Einzelaktionär (35,8 % der Anteile) und Kunden Carrefour. Nach eigenen Angaben ist die Gesellschaft der drittgrößte Eigentümer von Verkaufsflächen in Kontinentaleuropa. Zum Portfolio zählen heute insgesamt 214 Einkaufszentren in Frankreich, Spanien und Italien. Carmila ist heute Bestandteil des CAC-Small-Index.